# U-306
| U-306                      | U-306                                                          | U-306                                                          |
| -------------------------- | -------------------------------------------------------------- | -------------------------------------------------------------- |
|                            |                                                                |                                                                |
|                            |                                                                |                                                                |
|                            |                                                                |                                                                |
| Під прапором               | Третій рейх                                                    | Третій рейх                                                    |
| Спуск на воду              | 29 серпня 1942 року                                            | 29 серпня 1942 року                                            |
| Виведений зі складу флоту  | 31 жовтня 1943 року                                            | 31 жовтня 1943 року                                            |
| Сучасний статус            | затоплений                                                     | затоплений                                                     |
| Проєкт                     |                                                                |                                                                |
| Тип ПЧ                     | Торпедний ДПЧ                                                  | Торпедний ДПЧ                                                  |
| Основні характеристики     |                                                                |                                                                |
| Швидкість (надводна)       | 17,7 вузла                                                     | 17,7 вузла                                                     |
| Швидкість (підводна)       | 7,6 вузла                                                      | 7,6 вузла                                                      |
| Робоча глибина занурення   | 100 м                                                          | 100 м                                                          |
| Гранична глибина занурення | 220 м                                                          | 220 м                                                          |
| Екіпаж                     | 44 особи                                                       | 44 особи                                                       |
| Розміри                    |                                                                |                                                                |
| Довжина найбільша (по КВЛ) | 67,1 м                                                         | 67,1 м                                                         |
| Ширина корпусу найб.       | 6,2 м                                                          | 6,2 м                                                          |
| Висота                     | 9,6 м                                                          | 9,6 м                                                          |
| Середня осадка (по КВЛ)    | 4,70 м                                                         | 4,70 м                                                         |
| Водотоннажність надводна   | 769 т                                                          | 769 т                                                          |
| Озброєння                  |                                                                |                                                                |
| Артилерія                  | одна палубна гармата калібру 88-мм, одна 20-мм зенітна гармата | одна палубна гармата калібру 88-мм, одна 20-мм зенітна гармата |
| Торпедно- мінне озброєння  | 4 носових і один кормовий ТА. 14 торпед або 26 мін             | 4 носових і один кормовий ТА. 14 торпед або 26 мін             |

U-306 — німецький підводний човен типу VIIC, часів Другої світової війни.
Замовлення на будівництво човна віддали 20 січня 1941 року. Човен заклали на верфі суднобудівної компанії «Flender Werke AG» у місті Любек 16 вересня 1941 року під заводським номером 306, спущений на воду 29 серпня 1942 року, 21 жовтня 1942 року увійшов до складу 8-ї флотилії. Також за час служби входив до складу 1-ї флотилії. Єдиним командиром човна був капітан-лейтенант Клаус фон Трота.
Човен зробив 5 бойових походів, в яких потопив 1 та пошкодив 2 судна.
Затоплений 31 жовтня 1943 року у Північній Атлантиці північно-східніше Азорських островів (46°19′ пн. ш. 20°44′ зх. д. / 46.317° пн. ш. 20.733° зх. д.) глибинними бомбами британського есмінця «Вайтхолл» та британського корвета «Гераніум». Всі 51 член екіпажу загинули.

## Потоплені та пошкоджені кораблі[3]
| Назва       | Тип            | Належність      | Дата           | Тоннаж (БРТ) | Вантаж                                                                               | Статус     | Місце                                                       |
| Amerika     | вантажне судно | Велика Британія | 22 квітня 1943 | 10 218       | 8844 т генеральних вантажів включно з металом, борошном, м'ясом та 200 мішками пошти | потоплено  | 57°30′ пн. ш. 42°50′ зх. д. / 57.500° пн. ш. 42.833° зх. д. |
| Silvermaple | вантажне судно | Велика Британія | 23 квітня 1943 | 5313         | Генеральний вантаж та військові матеріали                                            | пошкоджено | 59°05′ пн. ш. 35°40′ зх. д. / 59.083° пн. ш. 35.667° зх. д. |
| Kaipara     | вантажне судно | Велика Британія | 16 липня 1943  | 5882         | Продукти харчування                                                                  | пошкоджено | 13°30′ пн. ш. 17°43′ зх. д. / 13.500° пн. ш. 17.717° зх. д. |